# Empoasca protea
Empoasca protea är en insektsart som beskrevs av Timothy M. Cogan 1916. Empoasca protea ingår i släktet Empoasca och familjen dvärgstritar. Inga underarter finns listade i Catalogue of Life.